# 1164 dans les croisades
Cette page regroupe les évènements concernant les Croisades qui sont survenus en 1164 :
- mai : Chirkouh, lieutenant de Nur ad-Din entre au Caire et réinstalle Shawar au pouvoir[1].
- 11 août : Bohémond III, prince d'Antioche est vaincu et capturé à Harrim[2].
- août : Le vizir Shawar  fait appel à Amaury Ier pour se débarrasser de Chirkouh, qui s'est installé en Égypte[3].
- novembre : Chirkouh et Amaury Ier évacuent l'Égypte[2].